# GB Ed 2x3/3
Die GB Ed 2x3/3 war eine Tenderlokomotive der Bauart Mallet der Gotthardbahn-Gesellschaft (GB) für den Güterverkehr. Die Maschine mit der Nummer 151 wurde von Maffei in München erbaut und galt bei ihrer Auslieferung als die stärkste Lokomotive in Europa. Der Kaufpreis betrug 90'200 Schweizer Franken.

## Geschichte
Bedingt durch die langen und steilen Rampenstrecken, war auf der Gotthardbahn bei fast allen Zügen eine Vorspannlokomotive notwendig, oft sogar zwei; der Schiebedienst war eher die Regel als die Ausnahme. Daher ist es nicht überraschend, dass die Gotthardbahn-Gesellschaft sich um eine geeignete und leistungsfähige Lokomotive für den Vorspanndienst der Güterzüge auf der Bergstrecke bemühte und als erste Bahngesellschaft in der Schweiz im Jahr 1890 eine Mallet-Lokomotive beschaffte. Sie sollte bei gleichem Dienstgewicht wie die D 4/4 mit Schlepptender die gleiche Leistung erbringen, jedoch weniger Betriebsstoffe verbrauchen.
Die Lokomotive war als Tenderlokomotive ausgeführt, und alle Achsen wurden angetrieben. Allerdings verfügte sie für ihre Leistung über einen zu kleinen Kessel, was dazu führte, dass sie ihre maximale Leistung nur kurzfristig erbringen konnte. Auf den langen Steigungen wäre jedoch eine dauerhafte maximale Leistung erforderlich gewesen. Wäre die Lokomotive nicht als Tenderlokomotive gebaut worden, hätte sie einen grösseren und leistungsfähigeren Kessel haben können. So war der maximal zulässige Achsdruck von 14,5 Tonnen eigentlich schon überschritten.
Neben der unzureichenden Dauerleistung war die Lokomotive zudem störanfällig, was mit den beweglichen Dampfleitungen des als Drehgestell ausgebildeten vorderen Triebwerks zusammenhing. Ein weiteres Problem bestand darin, dass die Zugkraft am Zughaken grösser war, als es bei einigen alten ausländischen Güterwagen zulässig war. Somit konnte die die Lokomotive in der Regel nicht mit voller Zugkraft gefahren werden.
Diese Faktoren führten dazu, dass eine Nachbestellung unterblieb und stattdessen weiterhin vierfach gekuppelte Lokomotiven D 4/4 beschafft wurden, mit denen gute Erfahrungen gemacht wurden. Die Ed 2x3/3 Nr. 151 blieb ein Einzelstück. Bei der Übernahme der GB durch die SBB erhielt die Maschine die Nummer 7699. Im Jahr 1917 wurde sie nach Brüssel verkauft. In der Schweiz war die Lokomotive für den Grossunterhalt durchgehen der Werkstätte Bellinzona zugeteilt. 

## Technik
Die Lokomotive war für eine Last von 200 t ausgelegt, die mit einer Geschwindigkeit von 17 bis 20 km/h auf der 26 ‰ Steigung befördert werden konnte.
Der Kessel war hinten verankert und auf das vordere Triebwerk mittels zweier in Öl gelagerter Gleitbacken auf beweglichen Unterlagen abgestützt. Die Kesselmitte befand sich 2320 mm über der Schienenoberkante. Der Kessel war mit einem grossen Dampfdom ausgestattet, unter einer Haube hinter dem Schornstein befanden sich die Sicherheitsventile. Darüber hinaus waren zwei Sanddome vorhanden. Zur Reduzierung der Rauchbelastung in Tunneln war ein Langer'scher Rauchverbrenner eingebaut.
Die Lokomotive verfügte über ein hinteres festes Triebwerk und ein vorderes bewegliches Triebwerk, die beide einen Innenrahmen hatten. Das feste Triebwerk befand sich unter der Feuerbüchse. In beiden Triebwerken war der feste Achsstand auf 2700 mm ausgelegt. Unter jedem Achslager war eine Blattfeder vorhanden, die mit Ausgleichshebeln miteinander verbunden war: seitlich durch Längshebel und die Federenden der Endachsen an der Kopfseite des Triebgestells über Querdoppelhebel.
Die Lokomotive war als Verbunddampflokomotive ausgeführt. Die Hochdruckzylinder arbeiteten auf das hintere feste Triebgestell, während die Niederdruckzylinder am vorderen beweglichen Triebgestell angebracht waren. Die Niederdruckdampfzuführung erfolgte mit einem Druck von 3 bis 4 atm erfolgte über ein Kugelgelenk, das sich im Drehpunkt des beweglichen vorderen Triebwerks befand. Der Abdampf wurde über ein bewegliches Abdampfrohr dem Blasrohr zugeführt. Eine Anfahrvorrichtung ermöglichte die Zuführung von Frischdampf in die Niederdruckzylinder während der Anfahrt, wobei der Abdampf der Hochdruckmaschine in diesem Betriebszustand nicht genutzt wurde. Die Vorrichtung wurde für Anfahrten in der Höchststeigung mit voller Belastung benötigt.
Alle vier Zylinder waren leicht geneigt und verfügten über Trickkanal-Flachschieber mit Aussenkanaleinströmungen. Sowohl die Hoch- als auch die Niederdruckzylinder arbeiten auf die dritte Triebachse, die mit den beiden anderen Achsen des Triebwerks über Kuppelstangen verbunden war. Nur beim vorderen Triebwerk waren die Kolbenstangen durch den vorderen Zylinderdeckel geführt.
Die erste und dritte Achse jedes Treibwerks waren einseitig gebremst und verfügten somit über je eine Bremssohle pro Rad. Diese Bremse war bei der Ablieferung als Hardy-Vakuumbremse ausgeführt worden, die 1894 durch eine Dampfbremse ersetzt wurde. Auf die Bremsen des hinteren Gestells wirkte die Handbremse, die als Spindelbremse ausgeführt war. Die Lokomotive hatte nie eine Druckluftbremse, auch eine Gegendruckbremse war nie eingebaut.